# Décembre 1876

## Événements
- 5 décembre : Bismarck se prononce pour la neutralité de l’Allemagne dans la guerre des Balkans. Il confirme néanmoins son attachement au respect de l’intégrité de l’Autriche-Hongrie.

- 12 décembre, France : gouvernement Jules Simon (fin le 16 mai 1877).

- 18 décembre : Zemlia i Volia organise une manifestation de plus de 200 personnes devant Notre-Dame-de-Kazan à Saint-Pétersbourg.

- 20 décembre : création du premier chant national hindou, Vande mataram, par le poète Bankim Chandra Chattopadhyay.

- 23 décembre : Abdül-Hamid II accorde une Constitution à la Turquie en réponse à la pression croissante des puissances européennes. Le Premier ministre Midhat Pacha présente des institutions calquées sur le modèle occidental. Elle prévoit une Chambre haute, dont les membres seront nommés à vie par le Sultan, et une Assemblée, chargée de voter le budget, élue par la population.

## Naissances
- 5 décembre :
  - Jean Lépine (médecin) (mort le 13 juin 1967), médecin français
  - Henri Spriet (mort le 24 décembre 1966), homme politique français
- 8 décembre : Joseph Malègue, romancier français.
- 11 décembre : Mieczysław Karłowicz, compositeur polonais († 8 février 1909).
- 19 décembre : Enrique Pla y Deniel, cardinal espagnol, archevêque de Tolède († 5 juillet 1968).
- 20 décembre :
  - Cocherito de Bilbao (Cástor Jaureguibeitia Ibarra), matador espagnol († 4 janvier 1928).
  - Antonio Montes, matador espagnol († 13 janvier 1907).

## Décès
- 5 décembre : Pierre-Léon Bérard de Chazelles (né le 15 mars 1804), homme politique français
- 13 décembre : René-Édouard Caron, lieutenant-gouverneur du Québec.